# North American Phonograph Company
Die North American Phonograph Company, auch North American Phonograph Co., gegründet von Jesse H. Lippincott, war das erste Unternehmen, welches sich der gemeinsamen, kommerziellen Vermarktung von Phonographen und Graphophonen widmete und in seiner Entwicklungsgeschichte den Grundstein für die damalige Sprechmaschinenindustrie legte.

## Historie

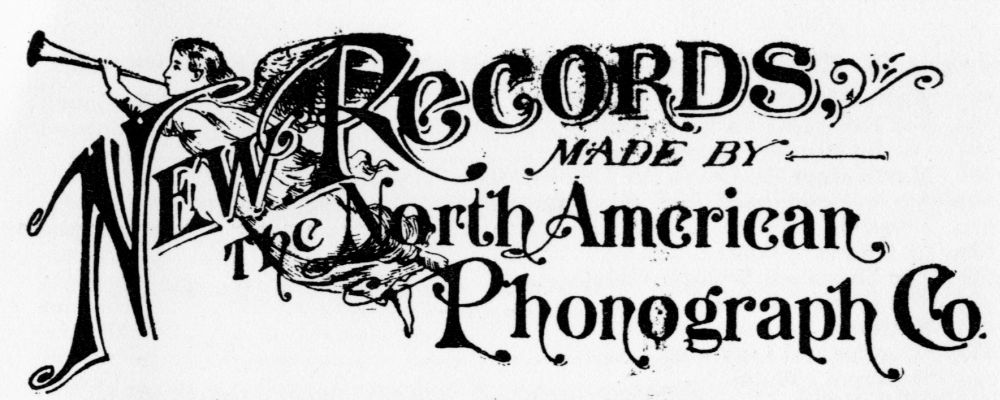
North American Phonograph Company

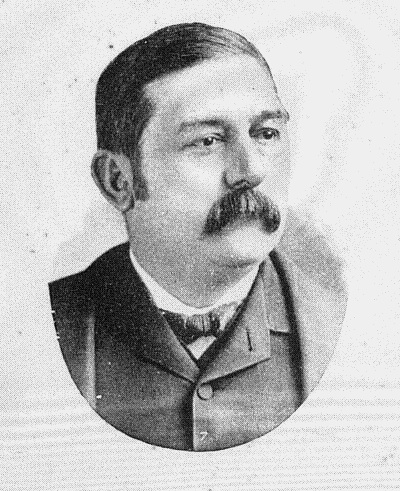
Jesse H. Lippincott Gründer der North American Phonograph Co.

### Die Anfänge

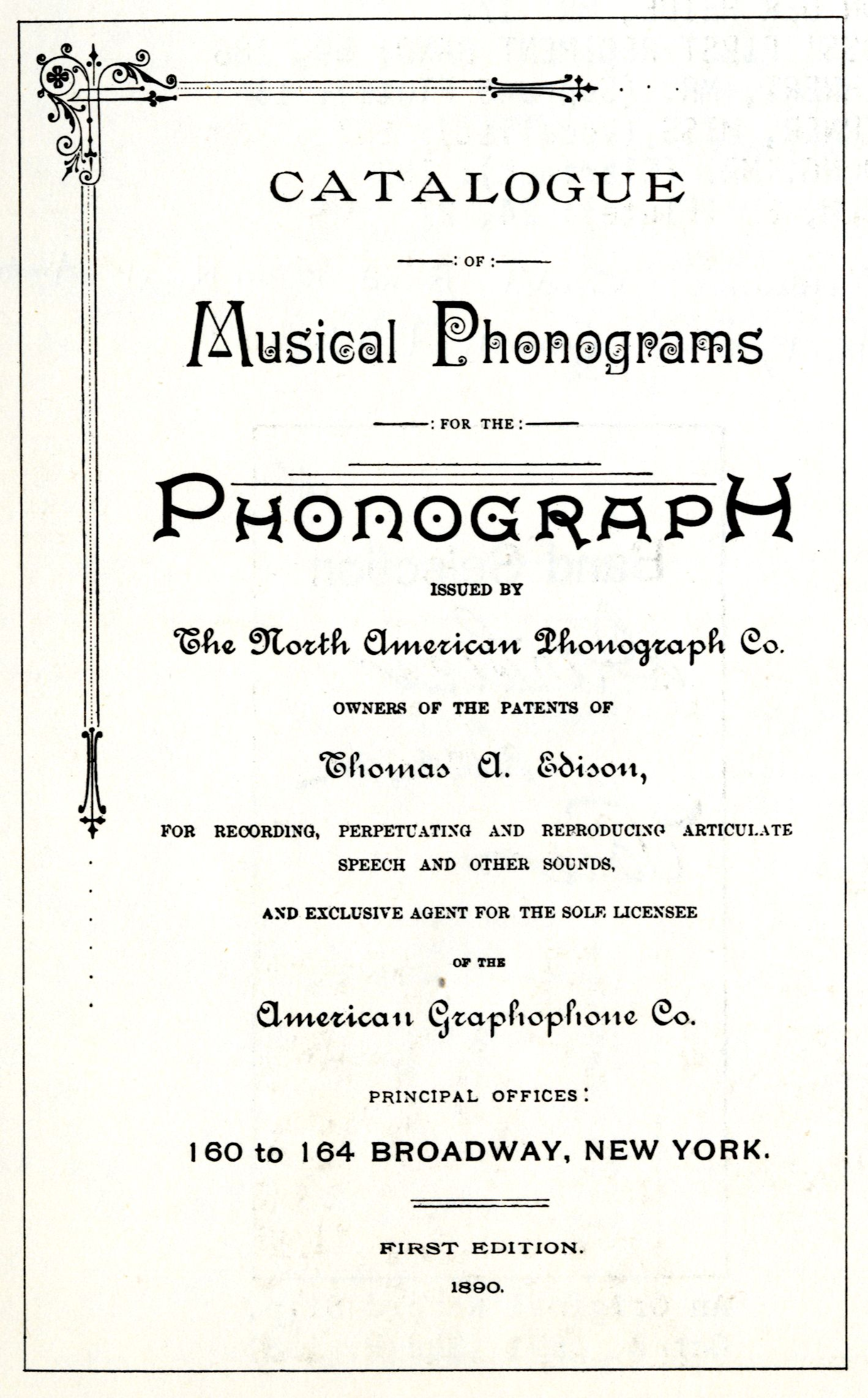
Frontseite des ersten Kataloges der North American Phonograph Co. aus dem Jahre 1890.

Die North American Phonograph Company wurde am 14. Juli 1888 von Jesse H. Lippincott in New York City, Vereinigten Staaten gegründet, mit der Zielsetzung, die Vermarktung der zur damaligen Zeit entwickelten Sprechmaschinen, dem Graphophon und den Phonograph, voranzutreiben und das kommerzielle Potential, welches er den Geräten zuschrieb, lohnend für sich zu nutzen. Er beschloss daher, die sich anbahnenden Rechtsstreitigkeiten zwischen den beiden Erfinderparteien – auf der einen Seite Thomas Alva Edison und sein Phonograph, auf der anderen Seite Chichester Alexander Bell und Charles Sumner Tainter, die Weiterentwickler desselben hin zum Graphophon – als Anlass zu nehmen, einen nicht unerheblichen Anteil der neu entstehenden Sprechmaschinenindustrie auf sich und das von ihm gegründete Unternehmen zu vereinen. Es gelang Lippincott und seinen Mitarbeitern Thomas R. Lombard, Georg S. Evans, Georg H. Fitzwilson sowie John Robinson zum einen von der American Graphophone Company und zum anderen von der Edison Phonograph Company die exclusiven Vertriebsrechte zu erwerben, wobei die Produktion von Graphophon und Phonograph in den Händen beider Unternehmen verblieb.

### Regionalgesellschaften
Bis zum Jahre 1890 gründeten sich dreiunddreißig Regionalgesellschaften, die voneinander unabhängig operierend als Franchisenehmer der North American Phonograph Co. auftraten und unter strengen Auflagen das Leasinggeschäft mit Phonographen und Graphophonen betrieben. Des Weiteren gehörte jedes dieser Unternehmen der eigens zum Zweck des gegenseitigen Informationsaustausches geschaffenen Dachorganisation National Phonograph Association an, die erstmals vom 28. bis 29. Mai 1890 zu ihrer konstituierende Sitzung in Chicago zusammentraf.
Im gleichen Zeitraum, in dem sich die Regionalgesellschaften am Markt zu etablierten versuchten, wurde in zunehmendem Maße erkennbar, dass das von Lippincott erdachte Geschäftsmodell nicht den geforderten realen Gegebenheiten entsprach und sich in Konsequenz als wenig tragfähig erwies. Parallel hierzu traten gravierenden Qualitätsprobleme bei den vermieteten Diktiergeräten auf, die seitens potentieller Kunden zur Ablehnung der Walzenspieler führten. Als größtes Hemmnis erwies sich jedoch die Tatsache, dass Lippincott, vertraglich gebunden, darauf bestanden hatte, dass der Phonograph einzig als Diktiergerät, nicht aber als Unterhaltungsgerät eine Zukunft hätte. Jene Kurzsichtigkeit erkennend begannen schon recht früh einige der Regionalgesellschaften nach Auswegen aus der bestehenden Misere zu suchen. Insbesondere die Pacific Phonograph Company mit der Entwicklung eines Phonographen mit Münzeinwurf, einem Vorläufer der Jukebox, sowie die Columbia Phonograph Company, ebenfalls in diesem Bereich aktiv, taten sich hierbei hervor, wobei die Columbia Phonograph Company zusätzlich die Herstellung und den Verkauf eigener bespielter Phonographenwalzen für die Jukeboxen betrieb.

### Insolvenz
In Summe der bestehenden Probleme gerät die North American Phonograph Company gegen Ende des Jahres 1890 in die Insolvenz, aufgrund derer sich der ursprüngliche Patentgeber des Phonographen einschaltete. Edison erstand, für einen erheblich geringeren Betrag von 135.000 US-Dollar, die vormals von ihm an die North American Phonograph Co übertragenen Patentrechte zurück und übernahm die Kontrolle des Unternehmens durch den Ankauf der Aktien von Lippincott, der wiederum aufgrund einer schweren Krankheit seine Aufgaben an Thomas R. Lombard abgab, welcher das Geschäftsmodell von dem Verleih von Diktiergeräten, auf den Verkauf von Phonographen und Graphophonen, einschließlich des Zubehörs, abänderte.
Die Umstellung des Geschäftsmodells, erbrachte jedoch nicht den erwarteten Erfolg und die wirtschaftliche Lage blieb auch weiterhin angespannt. Zwar veröffentlichte die North American Phonograph Company im Jahre 1890 ihren ersten Katalog, Catalogue of Musical Phonograms, begann 1892 mit der Produktion von bespielten Tonträgern für den Heimbereich und verlegte von 1891 bis 1893 das Journal Phonogram, doch gelang es nicht, trotz aller Bemühungen, die bestehenden Probleme in den Griff zu bekommen. So zeigte es sich einerseits, dass die Geräte nicht den Wünschen potentieller Kunden entsprachen, insbesondere der Preis von 150 US-Dollar, oder höher, wirkte sich verkaushemmend aus, andererseits erwies es sich als schwierig zufriedenstellende Duplikate aus den ursprünglichen Originalzylindern herzustellen.

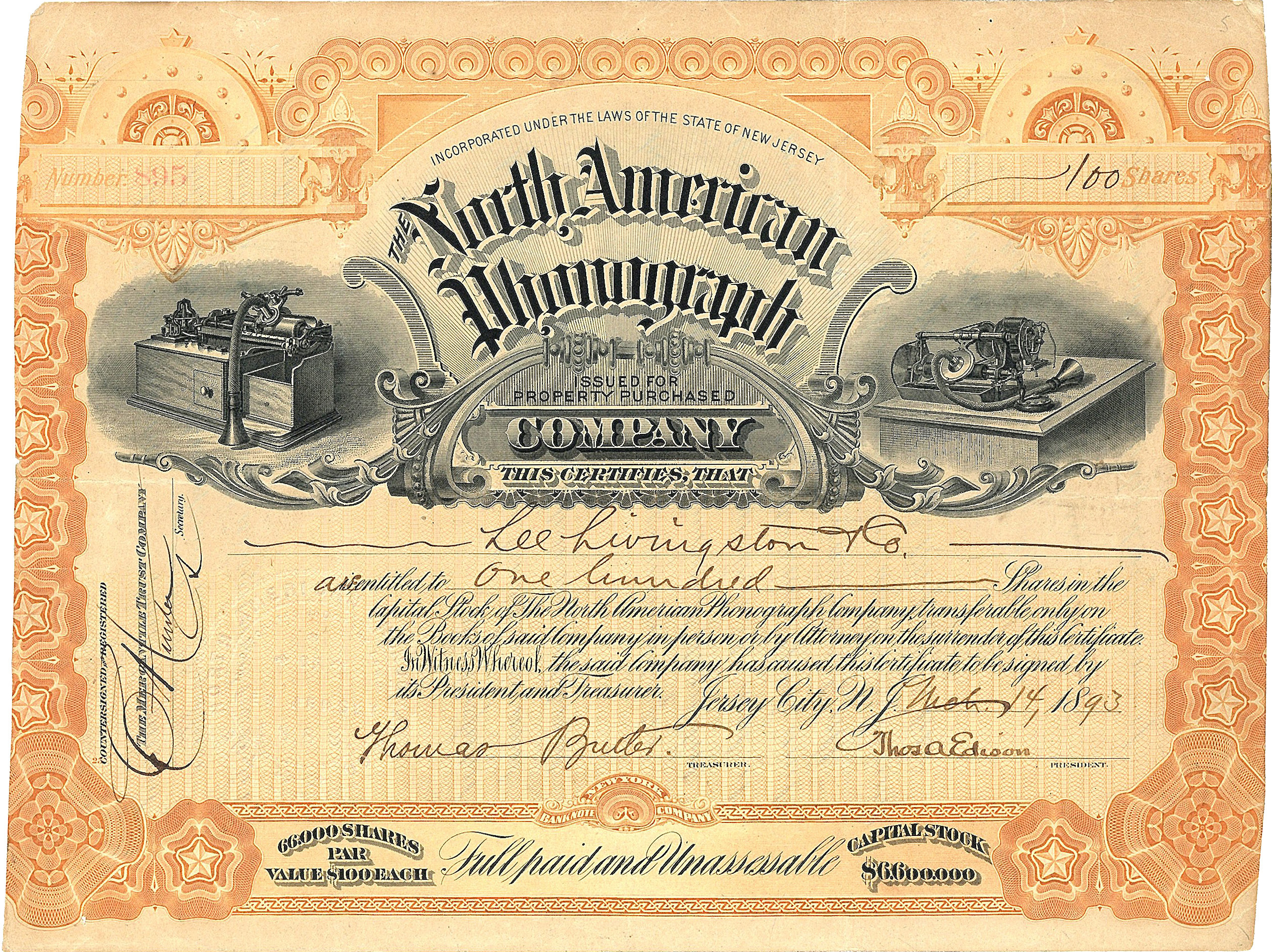
Aktie der North American Phonograph Company, ausgestellt am 14. März 1893 in Jersey City, N.J., im Original unterschrieben von Thomas Alva Edison als Präsident. Die Abbildung links zeigt einen Edison Class M Electric Phonographen, rechts ist ein treadle Phonograph Modell B der American Graphophone Company von 1888 für Wachszylinder zu sehen.

Des Weiteren traten nicht unerheblich Spannungen auf, als die Columbia Phonograph Company im Jahre 1893 ihre Zusammenarbeit mit der North American Phonograph Company aufkündigte, um selbständig entsprechend ihren Vorstellungen am Markt tätig werden zu können. Letztendlich dürfte dies der hauptursächlich Grund Edisons gewesen sein, sich von der North American Phonograph Company zu lösen, indem er das Unternehmen im Jahre 1894 in die endgültige Insolvenz schickte. Nur so war es ihm möglich die vollständige Kontrolle über seine Erfindung wiederzuerlangen, mit dem Ziel selbst in die Vermarktung von Phonographen und Phonographenwalzen für den Unterhaltungsbereich einsteigen zu können. Die nachfolgenden Rechtsstreitigkeiten, welche sich über einen Zeitraum von zwei Jahren erstreckten, endeten im Jahre 1896 zu Gunsten Edisons. Die zuständigen Gerichte erlaubten Edison den direkten Vertrieb seiner Geräte und deren Zubehör, nach Entrichtung eines finanziellen Ausgleichs. Edison beglich diesen und gründete noch im gleichen Jahr die National Phonograph Company, in direkter Konkurrenz zur Columbia Phonograph Company.

## Regionalgesellschaften
Im Jahre 1890 existierten vierunddreißig Regionalgesellschaften, die sich das Gebiet der Vereinigten Staaten untereinander teilten, sowie eine Vertretung, die in Kanada ortsansässig war und jenen Markt betreute.
- Alabama Phonograph Co.
- Central Nebraska Phonograph Co.
- Chicago Central Phonograph Co.
- Colorado and Utah Phonograph Co.
- Columbia Phonograph Co.
- Eastern Pennsylvania Phonograph Co.
- Florida Phonograph Co.
- Georgia Phonograph Co.
- Holland Brothers
- Iowa Phonograph Co.
- Kansas Phonograph Co.
- Kentucky Phonograph Co.
- Leeds and Co.
- Louisiana Phonograph Co.
- Metropolitan Phonograph Co.
- Michigan Phonograph Co.
- Minnesota Phonograph Co.
- Missouri Phonograph Co.
- Montana Phonograph Co.
- Nebraska Phonograph Co.
- New England Phonograph Co.
- New Jersey Phonograph Co.
- New York Phonograph Co.
- Ohio Phonograph Co.
- Old Dominion Phonograph Co.
- Pacific Phonograph Co.
- South Dakota Phonograph Co.
- Spokane Phonograph Co.
- State Phonograph Co. of Illinois
- Tennessee Phonograph Co.
- Texas Phonograph Co.
- West Coast Phonograph Co.
- Western Pennsylvania Phonograph Co.
- Wisconsin Phonograph Co.
- Wyoming Phonograph Co.

### Pacific Phonograph Company
Die Pacific Phonograph Company und ihr Vorsitzende Louis Glass suchten bereits im Jahre 1889 nach Wegen, den Phonographen und das Graphophon einem größeren Publikum vorzustellen, als dies mit den zum Verleih angebotenen Geräten möglich war. Glass fügte, an eine Nutzung als Unterhaltungsgerät glaubend, den Diktiergeräten einen Münzeinwurfmechanismus sowie vier Kopfhörerpaare hinzu und stellte diese Musikboxen im Royal Saloon in San Francisco erstmals der Öffentlichkeit vor. Für jeweils einen Nickel pro Musikstück konnte nun jeder Zuhörer von den vorbespielten, der Unterhaltung dienenden Phonographenwalzen Gebrauch machen. Die Münzeinwurfmaschinen erwiesen sich dabei als derart profitabel, dass viele weitere Regionalgesellschaften die Idee kopierten und nun ihrerseits mit der Aufstellung der Geräte begannen. Die ersten Jukeboxen ihrer Zeit konnten nunmehr in Salons, Vergnügungsparks, Einzelhandelsgeschäften, Biergärten, Eisstuben und im Wartezimmern von Zug- und Fährstationen, genutzt werden.

### Columbia Phonograph Company
Die Columbia Phonograph Company, gegründet im Jahre 1889 von Edward D. Easton, ebenfalls wie die Pacific Phonograph Company erfolgreich im Geschäft mit Musikboxen tätig, befand sich im Gegensatz zu den anderen Regionalgesellschaften in der komfortablen Lage die exklusiven Vertriebsrechte für die Staaten Maryland, Delaware und den District of Columbia für Phonographen und Graphophone auf sich vereinen zu können. Die Begründung hierfür lag darin, dass jene Rechte bereits vor Gründung der North American Phonograph Company an eine Investorengruppe, bestehend aus Aktionären und Angestellten der American Graphophone Company, veräußert wurden. Letztendlich war dies auch der Grund, warum die Columbia Phonograph Company als einziges Regionalunternehmen die Insolvenz der North American Phonograph Company im Jahre 1890 unbeschadet überstand und sich fortan der Nutzung der Walzenspieler als Unterhaltungsgeräte widmete.
Den Vorsitzenden der Columbia Phonograph Company erschien es dabei von besonderer Bedeutung, sich auf das Bespielen von Tonträgern und deren anschließenden Verkauf zu konzentrieren, so dass bis 1891 das Unternehmen einen stattlichen Katalog mit den verschiedensten Aufnahmen von Walzern, Märschen, Polkas, Nationalhymnen sowie Auszügen aus diversen Opern sein Eigen nennen konnte. Bis zum Jahre 1893 wuchs der vormals zehn Seiten umfassende Katalog auf zweiunddreißig Seiten an, ergänzt um Gesänge, Rezitationen und Sprachkurse. Im gleichen Jahr fällt der Beschluss sich von der North American Phonograph Company zu lösen und von nun an eigene Wege zu beschreiten.